# Штеле, Хуго
Иоганн Хуго Кристоф Людвиг Херкулес Штеле (нем. Johann Hugo Christoph Ludwig Herkules Staehle; 21 июня 1826, Фульда — 29 марта 1848, Кассель) — немецкий композитор.
Сын офицера. Начал учиться игре на скрипке и фортепиано, затем в 1839—1842 гг. изучал теорию музыки под руководством Морица Гауптмана, после чего прошёл курс композиции у Луи Шпора. В 1843—1845 гг. продолжил в Лейпциге занятия у Гауптмана, одновременно совершенствовался как скрипач и пианист у Фердинанда Давида и Луи Плайди соответственно.
Уже в 1844 году талант Штеле получил признание в Касселе, где была исполнена его симфония до минор. В 1847 г. в Касселе же была представлена героическая опера Штеле «Аррия» (нем. Arria, на древнеримский сюжет), отличавшаяся, по мнению Франсуа Жозефа Фети, «оригинальностью и хорошим драматическим чувством». Среди других его произведений — фортепианный квартет Op. 1, две тетради песен Opp. 2 и 5, фортепианные миниатюры Opp. 3 и 4; более ранние (до 1844 г.) сочинения, в том числе переложения псалмов для хора с сопровождением, остались без номера. Помимо композиторской активности Штеле играл в кассельской придворной капелле на альте.
Умер неполных 22-х лет от менингита.
В 2001 г. появилась первая запись музыки Штеле: его симфония была записана оркестром Кассельского оперного театра под управлением Марка Пиойе. С 2004 г. раз в два года в Касселе проходит Фестиваль юных пианистов имени Хуго Штеле (нем. Hugo-Staehle-Festival für Junge Pianisten).